# Cathédrale Saint-Nicolas d'Alicante
Cette  cathédrale n’est pas la seule cathédrale Saint-Nicolas.
La cathédrale Saint-Nicolas-de-Bari est une cocathédrale de la ville d'Alicante, dans la communauté valencienne en Espagne. Elle partage le siège du diocèse d'Orihuela-Alicante avec la cathédrale d'Orihuela. Elle est nommée d'après saint Nicolas de Bari.

## Description
Elle présente un style architectural très sobre avec un style Renaissance tardive et baroque. Elle fut construite sur les plans de Agustín Bernardino, elle conserve des traces d'un temple antérieur plus petit et d'une ancienne mosquée. Son plus ancien cloître a été construit au XVe siècle en style gothique valencien.